# Гайлендс Парк (футбольний клуб)
Футбольний клуб «Гайлендс Парк» або просто «Гайлендс Парк» (англ. Highlands Park Football Club) — професійний південноафриканський футбольний клуб з міста Йоганнесбург.

## Досягнення
- Національна Футбольна Ліга (Південна Африка)
  -  Чемпіон (12): 1960, 1962, 1964, 1965, 1966, 1968, 1975 and 1977[1]
  -  Срібний призер (5): 1961, 1963, 1967, 1973, 1976

- Національна Прем'єр-ліга Соккеру (Південна Африка)
  -  Чемпіон (1): 1980[1]

- Кубок Національної Футбольної Ліги
  -  Володар (6): 1961, 1965, 1966, 1967, 1973, 1975[2]